# Charles Ryelandt
Charles Ryelandt (Brugge, 18 april 1722 - 20 december 1798) was burgemeester van Brugge van 22 januari 1795 tot 8 maart 1796.

## Familiale omgeving
De Brugse apotheker Charles Ryelandt behoorde tot een familie van kaarsenmakers en tingieters. Zijn vader, Jacobus Ryelandt (1675-1745), was kaarsenmaker. Zijn oudste broer, François Ryelandt (1709-1774), werd edelsmid en produceerde talrijke elegante kunstwerken, waarvan er nog heel wat in de Brugse kerken en musea te bewonderen zijn. Nog een andere zoon, Joseph Ryelandt (1712-1783), werd tingieter en had twee zoons: Bernard die kaarsenmaker werd en Jacobus (1745-1805) die tingieter werd. 
Deze Jacobus was de vader van Louis Ryelandt – Van Naemen (1787-1867), vele jaren directeur van het Sint-Juliaangesticht en wonende Oude Burg, in een herenhuis, gekend onder de naam Huis de Halleux. De zoon van Louis was advocaat Louis Ryelandt (1841-1877) en die had onder meer als kinderen Louis Ryelandt (1867-1954), die schepen van Brugge werd en voorzitter van het OCMW, baron Joseph Ryelandt (1870-1965) de bekende  componist en Idesbald Ryelandt, die prior werd in de abdij van Maredsous. De laatste naamdrager in Brugge was mevrouw Georges Janssens de Bisthoven, geboren Thérèse Ryelandt (1895-1998), die 102 jaar oud werd.

## Biografie
Charles Ryelandt was dus de derde zoon van Jacobus Ryelandt. Hij werd apotheker en vestigde zich op het Beursplein. Hij huwde met Isabella Geerebaert, die van hem drie kinderen had: Joseph (° 1751), Isabelle (° 1759) en François (° 1766). Tot in de eenentwintigste eeuw zijn hiervan rechtstreekse nakomelingen aan te wijzen in Brugge, o.m. onder de naam Pattyn.
Ook al was Ryelandt de vijfenzestig voorbij, op het eind van de jaren tachtig kwam hij in de ban van de revolutionaire ideeën. Toen de Fransen in 1792 voor het eerst Brugge bezetten, liet Ryelandt zich inschrijven als lid van de Jacobijnse club, de vereniging van de revolutiegezinden. Bij het overwegend jonge publiek van deze club was de toen zeventigjarige Ryelandt de ouderdomsdeken. Erg actief was hij niet. 
Wél kreeg hij een overheidsfunctie als lid van het voorlopig stadsbestuur. Hij werd er ingedeeld in het 'militair comité', samen met een pottenmaker, een timmerman, een kruidenier, een wever en een ex-edelman. De dagboekschrijver Jan Van Hese maakte zich vrolijk over dit groepje "uitzonderlijke deskundigen in de krijgskunst". Op 13 februari 1793 werd Ryelandt wethouder in een vernieuwd stadsbestuur.
Van Hese beschreef ook hoe alle prominenten van het ogenblik, Ryelandt incluis, een soort indianendans hadden uitgevoerd rond de Vrijheidsboom op de Markt en hierbij de lucht insprongen als sprinkhanen, op gevaar af onzacht op hun achterwerk te landen.
Toen de Oostenrijkers enkele weken later weer aan de macht kwamen, trok Ryelandt zich stilletjes in zijn officina terug. 

## Maire
Maar toen kwamen de Fransen terug en nu voor lange tijd. Op 22 januari 1795 werd een nieuw stadsbestuur aangesteld en werd de tweeënzeventigjarige Ryelandt de eerste 'maire' of burgemeester onder het Frans regime. Hij moest de bevolking warm maken voor de ‘nieuwe orde’ en dat liep niet van een leien dakje. Zijn voorganger onder het ancien régime, burgemeester Robert Coppieters, noteerde met leedvermaak hoe het verliep. Om zich voor te stellen aan de bevolking liep het nieuwe bestuur, voorafgegaan door een fanfare, door de verschillende stadswijken en deelde bier uit. De eerste plechtige aanwezigheid was, republiek of niet, tijdens de Heilig Bloedprocessie.
Coppieters beschreef ook de plechtigheid die op 7 oktober 1795 de inlijving van het Leiedepartement in de Franse republiek moest vieren. Omringd door tweeëndertig maagden, was burgemeester Ryelandt met zijn 'adjoints' een tribune opgeklauterd die midden op de Markt was opgesteld. Nadat een proclamatie was voorgelezen, hadden Ryelandt en zijn assistenten met hun hoeden gezwaaid en geroepen "Leve de Republiek". Op enkele uitzonderingen na was de bevolking stilzwijgend blijven toekijken. Een tweede document werd voorgelezen, weer gevolgd door hoedengezwaai en gejuich, maar met even weinig reactie. Ryelandt deed vergeefse pogingen om het volk tot enthousiast geroep te bewegen. Het enige wat de Bruggelingen er goed aan vonden, was dat men wijn liet aanrukken, die gratis werd uitgedeeld. Ryelandt en zijn bestuur trokken daarna naar het Landhuis van het Vrije om er op stadskosten te tafelen.
Veertien maanden bleef Ryelandt zijn functie uitoefenen. In maart 1796 werd een nieuw bestuur aangesteld, waar hij geen deel meer van uitmaakte. 
Hij verdween uit het publieke leven en overleed op 20 december 1798.